# Кушла
Кушла е село в Южна България. То се намира в община Златоград, област Смолян.

## География
Село Кушла се намира в планински район, на 100 м от границата с Гърция.

## История
Селото е ново и е възникнало през 20-те години на ХХ век. Тогава, след прекарването на новата гръцко-българска граница част от имотите на населението на голямото и старо село Угурли, Ксантийско, остават в българска територия и това население, смятайки новата граница за временна, се преселва на територията на имотите и създава ново селище. В началото преселниците поддържали връзка със съселяните си, останали в Угурли, но впоследствие границата била охранявана. През 40-те години на ХХ век, когато Западна Тракия отново е в границите на България, разделеното население продължило общуването, като съвместно се празнували общи празници. Оттогава имало и женитби между угурлийци и кушленци. След 1944-1945 г. всякакви връзки през границата, която е строго охранявана, са прекратени, чак до настъпване на демократичните промени в България, в края на века.

## Културни и природни забележителности
Селото се намира в непосредствена близост до границата с Гърция, на плато с обработваеми площи, които местните жители наричат Малката Добруджа. От края на това плато се разкрива гледка към долината на Менковска ряка в гръцка територия и към южните родопски склонове в Ксантийско. В землището на селото има открита пещера, която още не е проучена. Околните райони дават възможност за интересни туристически маршрути.